# مدولاسیون طول کانال

سطح مقطع یک ماسفت که در ناحیه اشباع کار می‌کند

یکی از چندین اثر کانال کوتاه در مقیاس‌بندی ماسفت، مدولاسیون طول کانال (سی‌ال‌ام) کوتاه شدن طول ناحیه کانال معکوس با افزایش بایاس درین برای بایاس درین بزرگ است. نتیجه سی‌ال‌ام افزایش جریان با بایاس درین و کاهش مقاومت خروجی است. مدولاسیون طول کانال در همه ترانزیستورهای اثر میدانی و نه فقط ماسفتها رخ می‌دهد.

## مقاومت خروجی
مدولاسیون طول کانال مهم است زیرا مقاومت خروجی ماسفت را مشخص می‌کند، یک پارامتر مهم در طراحی مدار آینه‌ها جریان و تقویت‌کنندهها.
در مدل شیچمن-هاجز که در بالا استفاده شد، مقاومت خروجی به شرح زیر است:
{\displaystyle {\begin{aligned}r_{O}&={\frac {1+\lambda V_{DS}}{\lambda I_{D}}}\\&={\frac {1}{I_{D}}}\left({\frac {1}{\lambda }}+V_{DS}\right)\\&={\frac {V_{E}L/{\Delta L}+V_{DS}}{I_{D}}}\end{aligned}}}
که {\displaystyle V_{DS}} = ولتاژ درین-سورس، {\displaystyle I_{D}} = جریان درین و {\displaystyle \lambda } = پارامتر مدولاسیون طول کانال. بدون مدولاسیون طول کانال (برای ۰={\displaystyle \lambda })، مقاومت خروجی بی‌نهایت است. پارامتر مدولاسیون طول کانال معمولاً به‌طور معکوس متناسب با طول کانال ماسفت {\displaystyle L} گرفته شده‌است، به‌صورتی که برای {\displaystyle r_{O}} در آخرین شکل بالا نشان‌داده شده:
{\displaystyle \lambda \approx {\frac {\Delta L}{V_{E}L}}} ،
که {\displaystyle V_{E}} یک پارامتر برازش است، اگرچه از نظر مفهومی با ولتاژ ارلی برای بی‌جی‌تیها مشابه است. برای یک فرایند ۶۵ نانومتر، تقریباً{\displaystyle v_{E}\thickapprox 4\left[{\frac {v}{\mu m}}\right]}. (یک روش دقیق‌تر در مدل EKV استفاده شده‌است.) با این حال، هیچ فرمول ساده‌ای که برای {\displaystyle \lambda } تا به امروز مورد استفاده قرار گیرد، طول یا وابستگی دقیق ولتاژ{\displaystyle r_{O}} برای قطعات نوین را فراهم نمی‌کند و مجبور به استفاده از مدل‌های رایانه‌ای هستیم، که مختصراً مورد بحث قرار گرفته‌است.